# NordVPN
NordVPN és un proveïdor de serveis de xarxes privades virtuals (VPN per les seves sigles en anglès). Compta amb aplicacions d'escriptori per a Windows, MacOS i Linux i aplicacions mòbils per a Android i iOS, així com una aplicació per a AndroidTV. La configuració manual està disponible per a enrutadors sense fil, dispositius NAS i altres plataformes.
NordVPN té la seu a Panamà, ja que aquest país no té lleis obligatòries sobre la retenció de dades i no participa en les aliances Five Eyes (Cinc Ulls) ni Fourteen Eyes (Catorze Ulls).

## Història
Al 2012, quatre amics de la infància varen fundar NordVPN, tal com apareix a la seva pàgina web. Al maig del 2016 es va presentar una aplicació per a Android, seguida d'una altra per a iOS, el juny del mateix any. A l'octubre del 2017 es va presentar la seva extensió de navegador per a Google Chrome. El juny del 2018 el servei presentà una aplicació per a Android TV. A l'octubre del 2019, NordVPN ja estava gestionant més de 5.200 servidors en 62 països. 

## Característiques
NordVPN dirigeix tot el trànsit d'internet dels seus usuaris mitjançant un servidor remot operat pel servei, de manera que s'amaguen les seves adreces IP i s'encripten totes les dades entrants i sortints. NordVPN utilitza les tecnologies OpenVPN i Internet Key Exchange v2/IPsec per al procés d'encriptació de les seves aplicacions. A més dels servidors VPN d'ús general, el proveïdor ofereix servidors per a usos específics, incloent-hi el sistema P2P per a compartir arxius, encriptació doble i connexió a la xarxa anònima Tor.
Fa temps NordVPN emprava connexions L2TP/IPSec i el Protocol de Túnel de Punt a Punt (PPTP) als seus enrutadors, però es varen retirar més endavant ja que en general estaven obsolets i eren molt insegurs.
NordVPN compta amb aplicacions d'escriptori per a Windows, MacOS i Linux, així com aplicacions mòbils per a Android i iOS i aplicacions per a Android TV. Els seus subscriptors també tenen accés a extensions de servidor intermediari encriptades per als navegadors Chrome i Firefox, i hi poden connectar fins a 6 dispositius de manera simultània.
Al novembre del 2018, NordVPN afirmà que la seva política de no registre va ser verificada en una auditoria de PricewaterhouseCoopers AG.
El juliol del 2019, NordVPN presentà NordLynx, una nova eina de VPN basada en el protocol experimental WireGuard que tracta d'aconseguir un millor rendiment que els protocols de tunelització IPsec i OpenVPN. NordLynx es troba disponible per a usuaris de Linux i, segons els tests duts a terme per WiredUK, produeix “increments de velocitat de cents de megabytes en certes condicions”.